# State of Alert
A State of Alert (rövidítve S.O.A.) egy rövid életű hardcore punk együttes volt. Henry Garfield (alias Henry Rollins) alapította a zenekart, ami mindössze egy évet működött, 1980-tól 1981-ig. Rendkívül rövid pályafutásuk miatt csak egy lemezt adtak ki, az 1981-es "No Policy" középlemezt, amely 8 perces és 10 dalt tartalmaz. Továbbá egy demót is piacra dobtak, amely három extra dalt is tartalmaz. Három további számuk megtalálható az 1982-es Flex Your Head válogatáslemezen. Feloszlásuk után Henry Rollins a jóval népszerűbb Black Flag és Rollins Band zenekarok frontembere lett.

## Tagok
- Henry Rollins - ének (1980-1981)
- Michael Hampton - gitár (1980-1981)
- Wendel Blow - basszusgitár (1980-1981)
- Simon Jacobsen - dobok (1980-1981)
- Ivor Hanson - dobok (1981)

## Diszkográfia
- First Demo 12/29/80
- No Policy (EP, 1981)

Közreműködések:
- Flex Your Head (1982)